# Lamaneur

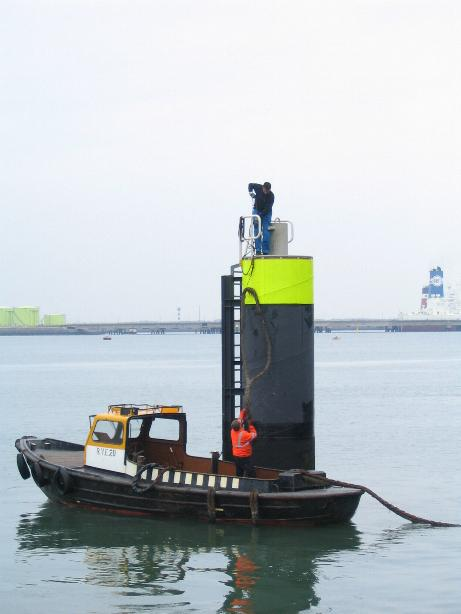
Lamaneurs amarrant un navire sur un duc-d'Albe.

Un lamaneur est une personne chargée des opérations d'amarrage ou d'appareillage des navires. Les lamaneurs utilisent des véhicules (parcours terrestre) ou des bateaux (parcours maritime) pour se rendre au poste à quai. Ils restent en contact avec le pilote ou la station de pilotage du port. La manipulation de lourds cordages (aussière) rend ce travail dangereux. Ainsi, entre 1850 et 1900, au port de Dunkerque, douze lamaneurs laissent la vie. Au XXe siècle, quatre lamaneurs sont également victimes d'accidents mortels dans le cadre de leurs fonctions.

## Historique

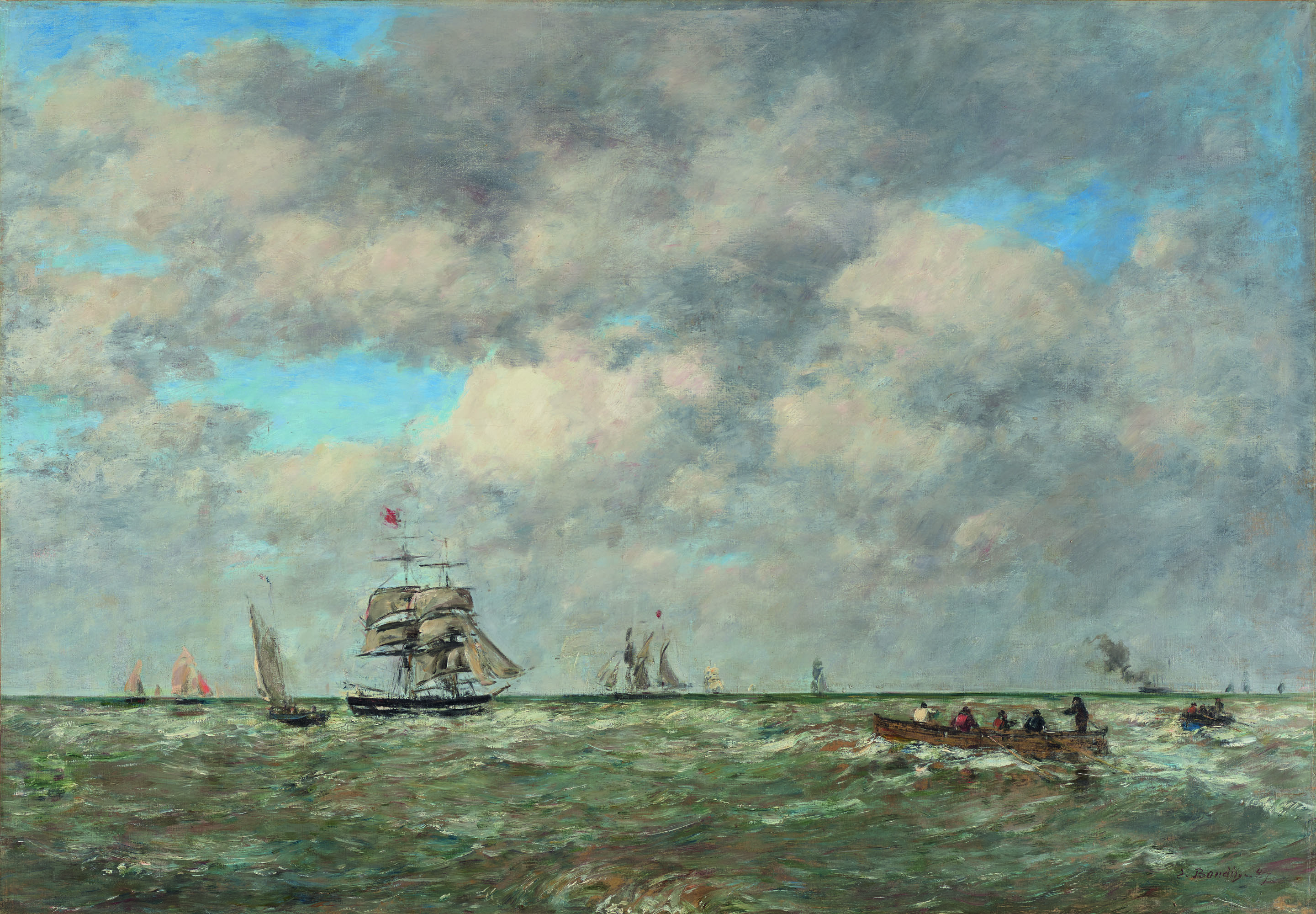
Pleine mer, Les lamaneurs
Eugène Boudin, 1887
Collection privée, Vente 2021

Le terme vient du vieux français laman, lui-même issu du néerlandais lootsman, ou locman, signifiant « l'homme de la sonde » (le sens moderne du mot néerlandais, écrit loodsman ou tout simplement loods, est « pilote de port »). À l'origine, c'était un  marin local expérimenté qui montait à bord des navires pour les guider lors de leur entrée dans le port, et pour ce faire, il s'aidait d'une sonde. Par la suite, son métier a évolué vers l'assistance à l'amarrage des bâtiments.  Souvent ces marins faisaient partie des armements des canots de sauvetage comme Joseph Taylor, Arsène Bossu , Emile Rees ou Louis Bossu à Dunkerque.
Les lamaneurs embraquent les toulines envoyées depuis le  navire, à l'extrémité desquelles sont fixées les aussières qu'ils saisissent et  capèlent sur des bollards ou bittes d'amarrage. Lors de l'appareillage, ils larguent les aussières sur demande du navire.

## Particularités
Pour le passage du canal de Suez, tout navire doit embarquer une équipe de lamaneurs égyptiens (et leur canot) à son bord, ainsi qu'un pilote.
Pour le passage du canal de Panama, une équipe locale embarque sur le  navire, on pourrait les qualifier de lamaneurs embarqués, ils ne font pas partie de l'équipage, et ne s'occupent que des opérations en relation avec les mules, toujours en relation avec le pilote.

## Galerie
Arrivée au port de Punta Arenas

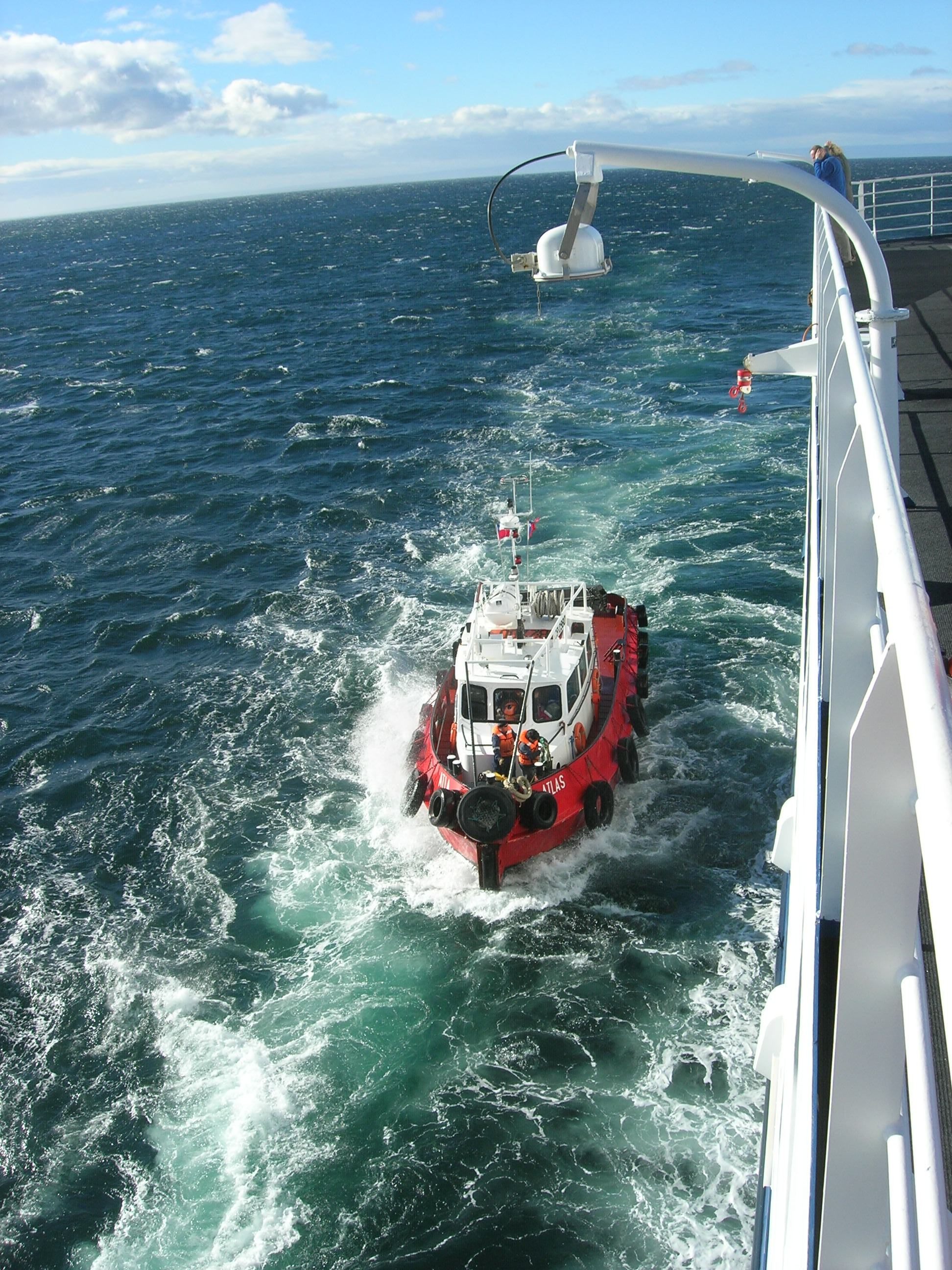
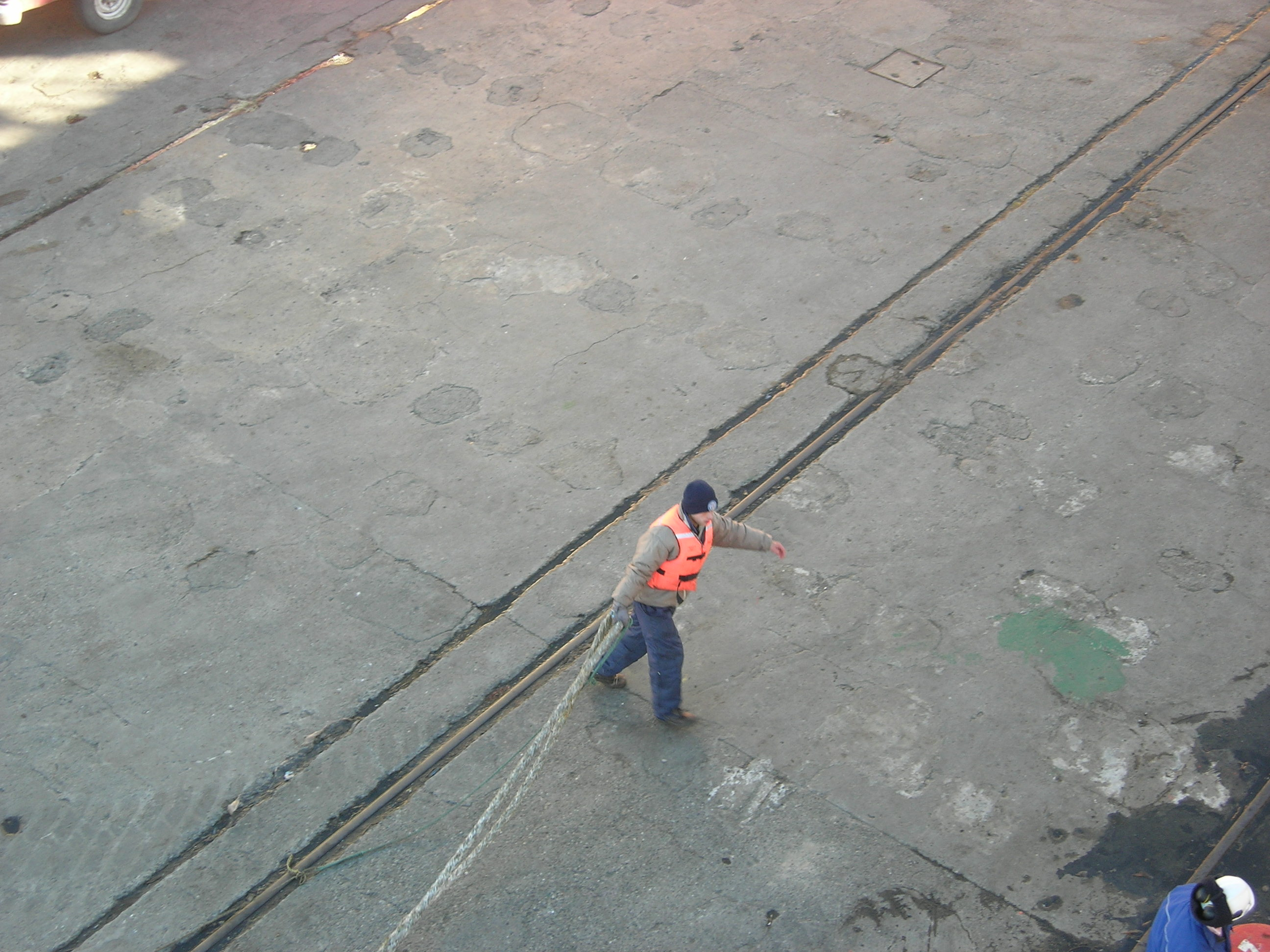

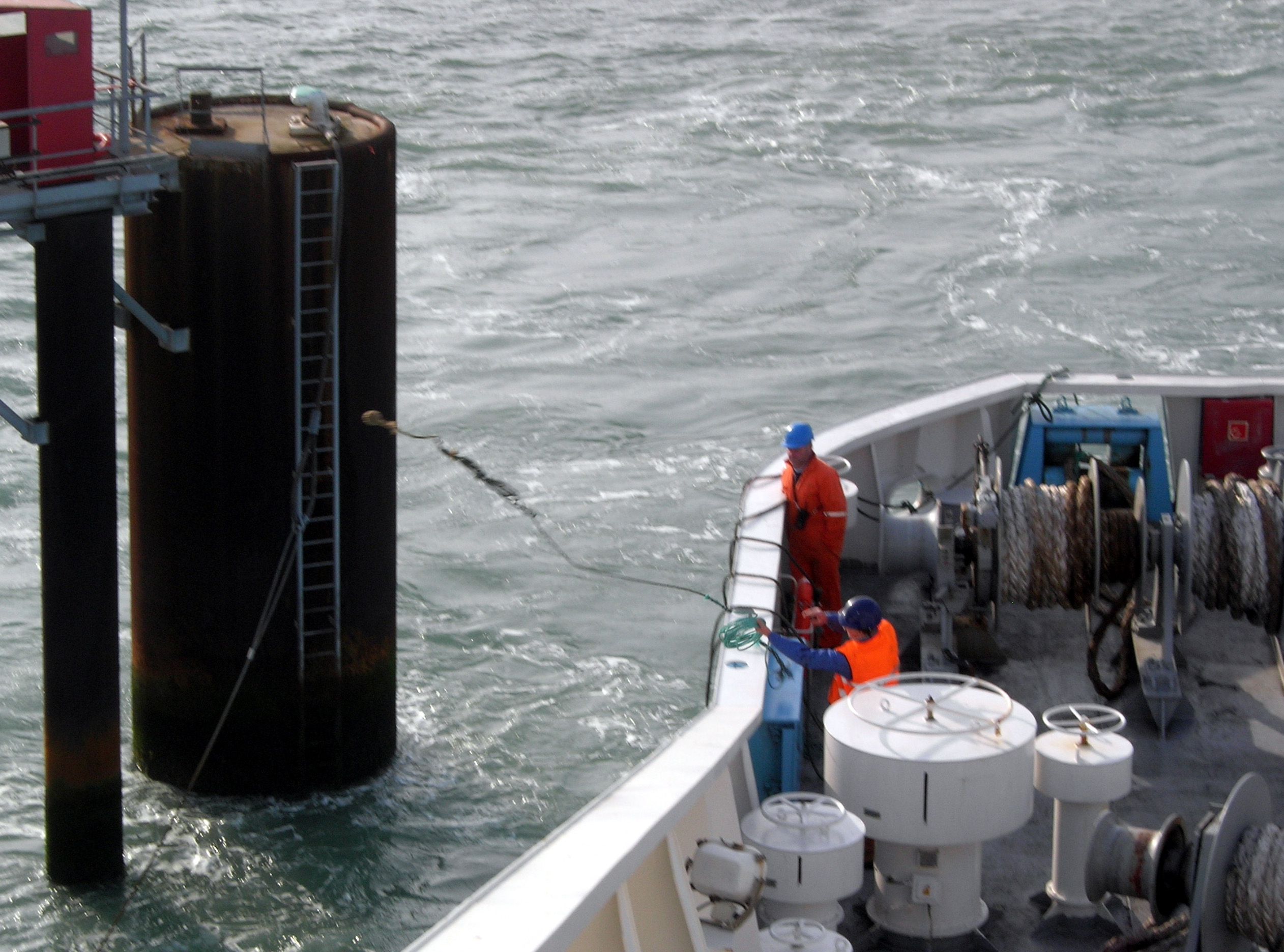
L'homme d'équipage lance la touline
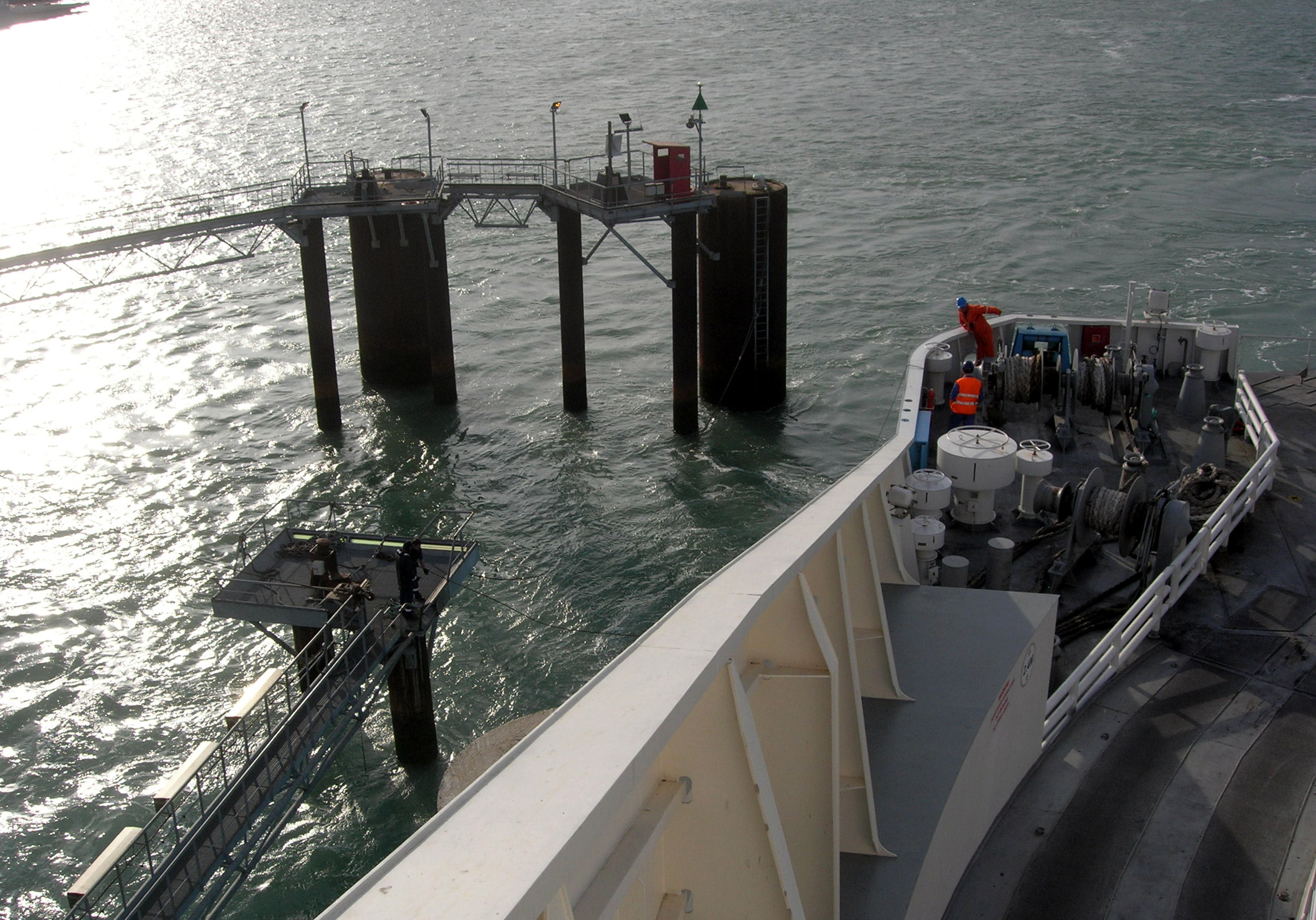
Le lamaneur attrape la touline
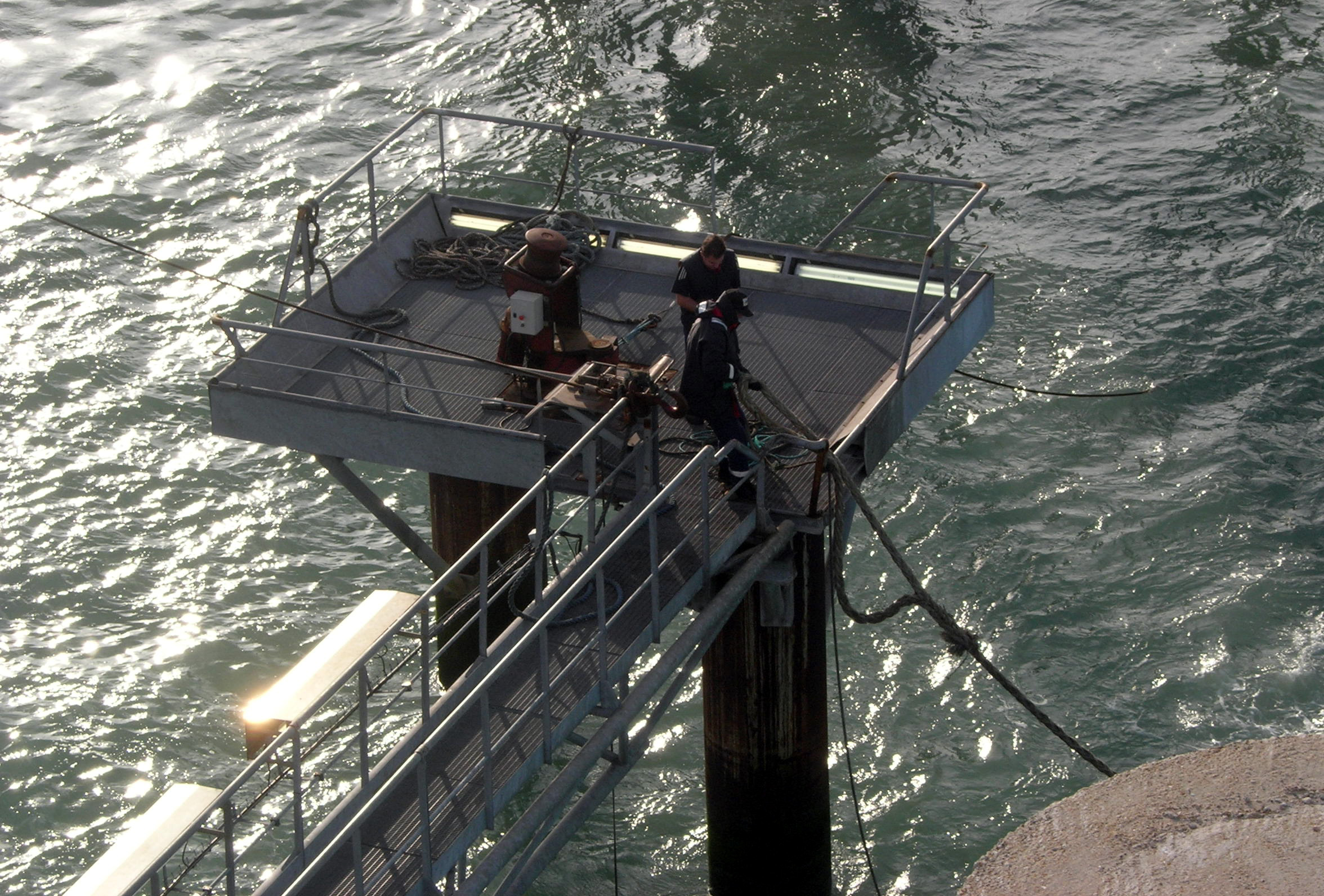
Le lamaneur embraque l'aussière et la capèle

Manœuvre à l'arrivée au port de Dunkerque